# Balkong

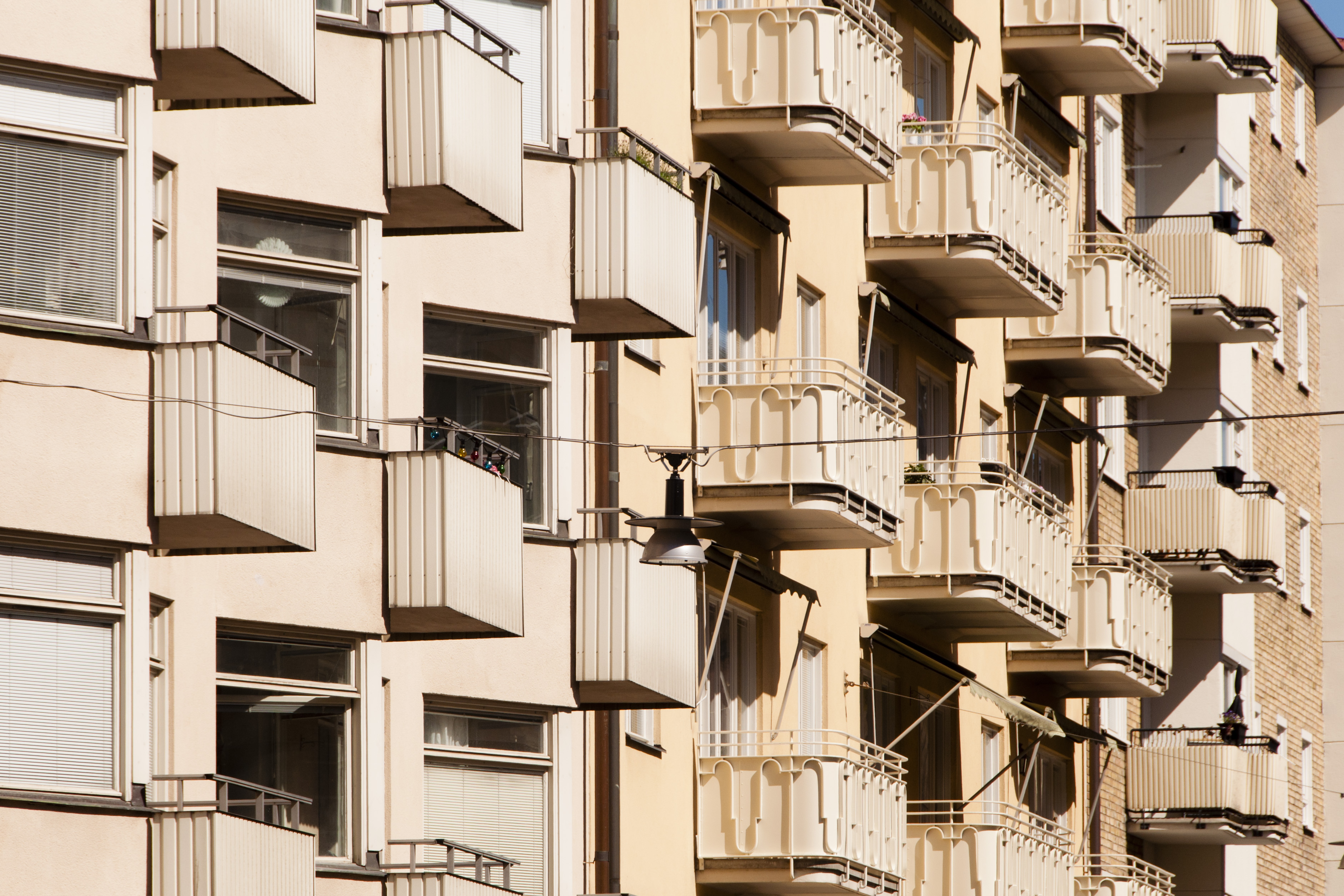
Balkonger på Linnégatan, Stockholm

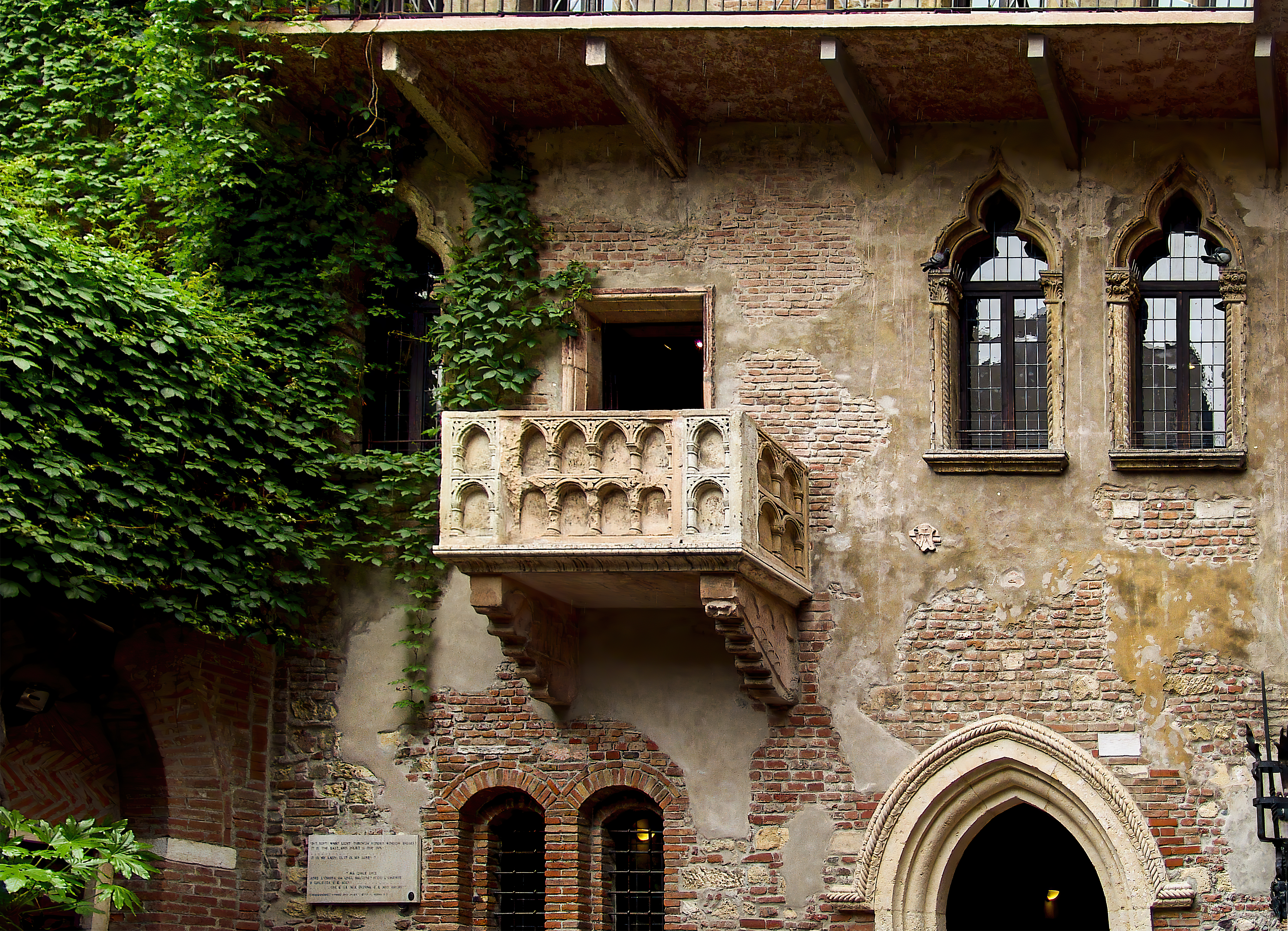
Romeo-och-Julia-balkongen i Verona

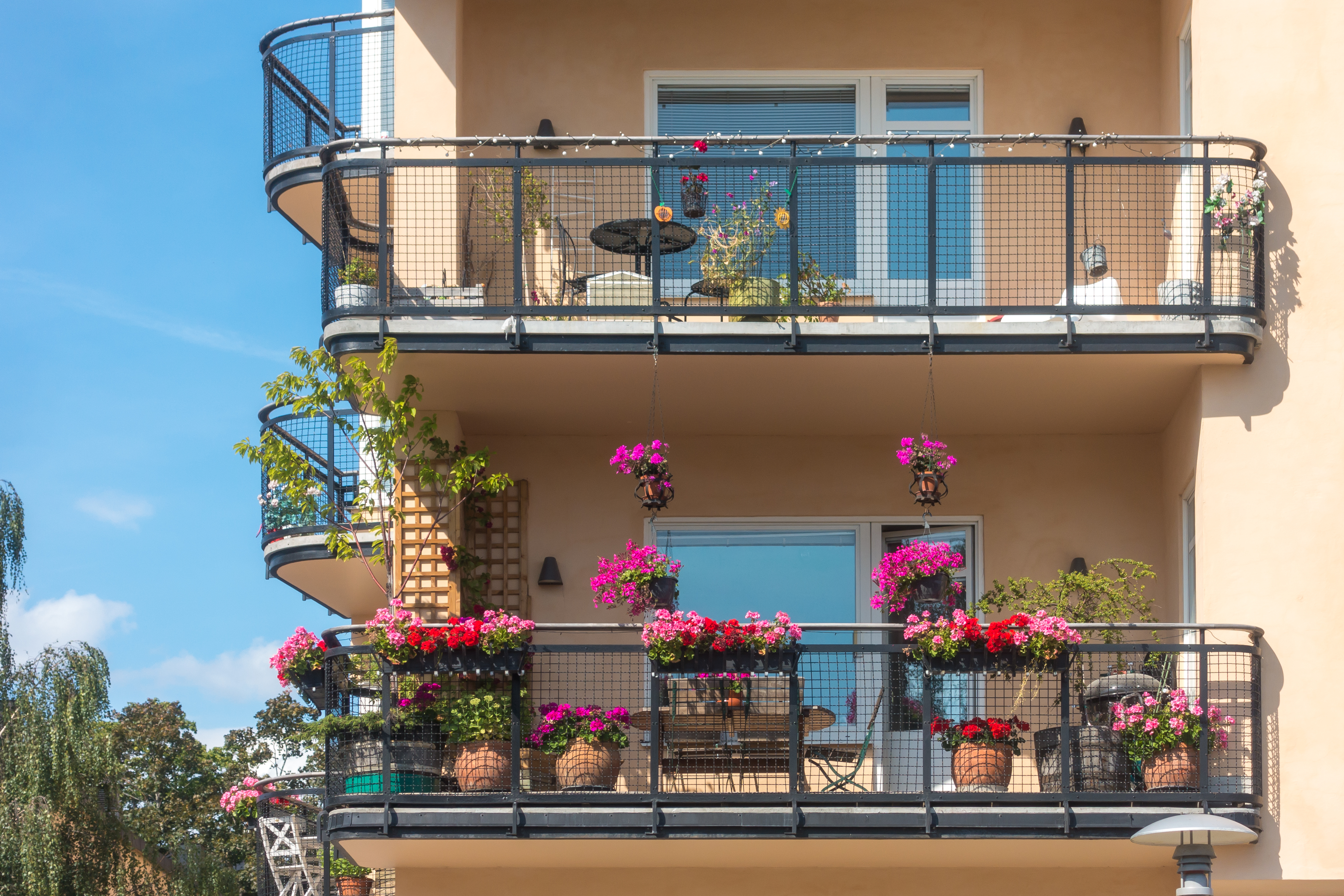
Balkong på Norr Mälarstrand på Kungsholmen i Stockholm i juli 2020.

En balkong är en plattform med skyddsräcke som är byggd så att den skjuter ut från en byggnads fasad belägen på större eller mindre höjd över mark eller golv. Den är vanligen tillgänglig genom en balkongdörr, vilket är ett till dörr förlängt fönster.
En balkong är ett stomkomplement vilket betyder att den kompletterar stommen men överför inga belastningar, hjälper inte till att bära någon del av byggnaden och kan avlägsnas utan att påverka byggnadens stabilitet.
I modern tid har många balkonger, liksom altaner, glasats in. vilket möjliggör användande tidigare på våren och senare på hösten, samt används som skydd mot bilavgaser och buller.

## Typer av balkonger
Fransk balkong är inte i egentlig mening en balkong, eftersom den saknar plattform. Den består endast av ett räcke utanför byggnadens yttervägg med en balkongdörr som öppnas inåt lägenheten.
Indragen balkong kallas ibland en balkongliknande del som dock ligger inåt byggnaden från fasaden sett. Den kallas mer korrekt för loggia i stället för balkong.
Kronbalkong är en rundad balkong belägen mellan två burspråk, med en dörr i ena eller vardera burspråket.
Kungsbalkong kallas en balkong på översta våningen som sträcker sig över flera rum, ofta hela lägenheten.
Takterrass har en funktion liknande balkongens men ligger ovanpå byggnadens tak.

### Fotnoter
1. ↑  Terminologicentrum TNC: Kommunalteknisk ordlista | 1976
2. ↑  Terminologicentrum TNC: Plan- och byggtermer | 1994
3. ↑  Bengt Isaksson (17 augusti 2015). ”10 saker att tänka på när du bygger inglasat uterum” (på svenska). Expressen. https://www.expressen.se/leva-och-bo/tradgard/10-saker-att-tanka-pa-vid-bygget-av-inglasat-uterum/. Läst 22 oktober 2018.